# Dragon Ball Z: Budokai Tenkaichi
 (septembre 2017).
Si vous disposez d'ouvrages ou d'articles de référence ou si vous connaissez des sites web de qualité traitant du thème abordé ici, merci de compléter l'article en donnant les références utiles à sa vérifiabilité et en les liant à la section « Notes et références ».
Dragon Ball Z: Budokai Tenkaichi (ドラゴンボールZ Sparking!, Doragon bōru zetto: Supākingu!, littéralement « Dragon Ball Z: Étincelle ! ») est un jeu vidéo de combat développé par Spike sur l'univers de Dragon Ball Z. Le jeu est disponible depuis 2005 sur PlayStation 2.

## Système de jeu

### Les modes de jeu
Plusieurs modes de jeux sont disponibles dont :
- Portails : C’est le mode principal, qui reprend l'histoire de la série animée, ainsi que les films et téléfilms.
- Combat ultime : C’est le mode du rang du jeu, qui permet au joueur d'affronter un total de 100 combattants avec combinaisons multiples.
- Championnat du Monde : 4 modes sont disponibles : "Novice", "Initié", "Maître" et "Jeux de Cell".
- Duel : C'est le mode de combat de jeu, pour faire des combats seul avec un ami ou laisser l'ordinateur combattre seul avec les différents personnages jouables.
- Entraînement : ?
- Evolution Z : Mode où on peut fusionner des artefacts pour débloquer les personnages.

### Personnages
Le jeu propose 50 personnages déclinables en 90 transformations disponibles au total (une fois que les personnages secrets/transformations ont été débloqués).

### Niveaux
- Salle de l'Esprit et du Temps
- Monde des Kaïoshins
- Palais Divin
- Arène du Cell Game
- Îles
- Route de montagnes
- Ville (Ruines)
- Tournoi Mondial des Arts Martiaux
- Namek
- Zone Rocheuse de la Terre
- Terres désertes